# Leone Emanuele Bardare
Leone Emmanuele Bardare (Napoli, 25 giugno 1819 – Napoli, dopo il 1874) è stato un poeta italiano.
Bardare è noto soprattutto per aver integrato il libretto del Trovatore di Giuseppe Verdi, nel 1852, dopo la morte del librettista Salvadore Cammarano.
L'anno successivo curò per lo stesso Verdi il travestimento del Rigoletto col nome di Clara di Perth, che con tale veste riuscì a passare il setaccio della censura napoletana.